# Dahler Hammer
Der Dahler Hammer war ein Reckhammer im Solinger Stadtteil Merscheid. Er wurde in den 1970er Jahren für den Bau der Viehbachtalstraße abgerissen. Die von dem Hammer abgeleitete Ortsbezeichnung Hammertal für das südlich von Merscheid gelegene Gebiet ist bis heute erhalten.

## Lage und Beschreibung
Die Wüstung des Dahler Hammers befindet sich im Viehbachtal zwischen Schmalzgrube auf dem südlichen Höhenrücken und Merscheider Busch auf dem nördlichen Höhenrücken. Der Ort wurde durch die zur Kraftfahrstraße ausgebaute Viehbachtalstraße überbaut. Heute führt ein Waldweg am Viehbach in der Nähe des einstigen Hammers entlang.
Benachbarte Orte sind bzw. waren (von Nord nach West): Merscheid, Dahl, Hübben, Schaafenmühle, Schmalzgrube, Montanushof, Klein-Heipertz, Schorberg, Fürker Irlen, Merscheider Busch, Weckshäuschen und Linden.

## Geschichte
Der in der benachbarten Hofschaft Dahl wohnende Richter Rütger Vischer errichtete im 17. Jahrhundert am Ufer des Viehbachs im Südwesten von Dahl den Dahler Hammer als zweites Hammerwerk im Solinger Raum. In der Karte Topographia Ducatus Montani, Blatt Amt Solingen, von Erich Philipp Ploennies ist er als Hammer verzeichnet. Die Topographische Aufnahme der Rheinlande von 1824 verzeichnet ihn als Dahler Hammer, die Preußische Uraufnahme von 1844 lediglich als Reck-H. Er wurde in den Ortsregistern der Honschaft Barl innerhalb des Amtes Solingen geführt. In der Topographischen Karte des Regierungsbezirks Düsseldorf von 1871 ist der Hammer hingegen nicht verzeichnet.
Nach Gründung der Mairien und späteren Bürgermeistereien Anfang des 19. Jahrhunderts gehörte der Dahler Hammer zur Bürgermeisterei Merscheid, die 1856 zur Stadt erhoben und im Jahre 1891 in Ohligs umbenannt wurde. Der Hammer war vermutlich bis zum Jahr 1887 im Betrieb, wurde anschließend kurzzeitig zu einem Schleifkotten umgewandelt und beherbergte bis zum Beginn des 20. Jahrhunderts eine Gastwirtschaft. Danach wurden in dem Gebäude Wohnungen eingerichtet.
1815/16 lebten zehn Einwohner im als Reckhammer bezeichneten Wohnplatz Dahlerhammer. 1832 war der Ort weiterhin Teil der Honschaft Barl innerhalb der Bürgermeisterei Merscheid, dort lag er in der Flur V. Merscheid. Der nach der Statistik und Topographie des Regierungsbezirks Düsseldorf als Hofstadt kategorisierte Ort besaß zu dieser Zeit zwei Wohnhäuser, zwei landwirtschaftliche Gebäude und den Hammerkotten. Es lebten 14 Einwohner im Ort, davon zwei katholischen und zwölf evangelischen Bekenntnisses. Die Gemeinde- und Gutbezirksstatistik der Rheinprovinz führt den Ort 1871 mit einem Wohnhaus und acht Einwohnern auf.
Mit der Städtevereinigung zu Groß-Solingen im Jahre 1929 wurde der Dahler Hammer nach Solingen eingemeindet. Bereits zu Beginn der 1970er Jahre begannen die Arbeiten zum Bau der geplanten Autobahn 54, die durch das Viehbachtal verlaufen sollte. Für den Bau der Straße mussten Mitte der 1970er Jahre einige Gebäude im Tal abgerissen werden, darunter auch das Gebäude des Dahler Hammers. Auf dem Teilstück zwischen An der Gemarke und Mangenberg entstand schließlich eine vierspurige Kraftfahrstraße. Dieses Teilstück der als L 141n gewidmeten Viehbachtalstraße wurde am 31. August 1979 dem Verkehr übergeben. Der Weiterbau der Viehbachtalstraße zwischen Mangenberg und dem Frankfurter Damm erfolgte bis 1981. Ein weiterer Ausbau unterblieb jedoch; die A 54 wurde nie fertiggestellt.:55 Die nahegelegene Hammerstraße, die von der Merscheider Straße ins Tal führt, erhielt am 24. April 1884 den Namen Hammerstraße. Die Ortsbezeichnung Hammertal, die von dem Reckhammer abgeleitet ist, ist heute ebenfalls noch gebräuchlich. Auch eine Bushaltestelle der Oberleitungsbuslinie 681 der Stadtwerke Solingen trägt diesen Namen.